# Capital Collision (2024)
L'édition 2024 de Capital Collision est un Pay-per-view de catch (lutte professionnelle) produit par la promotion New Japan Pro-Wrestling. L'événement a eu lieu le 30 août 2024 à l'Entertainment & Sports Arena à Washington (District de Columbia). Il s'agit de la 3e édition de Capital Collision.

## Contexte
Les spectacles de la New Japan Pro Wrestling (NJPW) sont constitués de matchs aux résultats prédéterminés par les scénaristes de la compagnie. Ces rencontres sont justifiées par des storylines – une rivalité avec un catcheur, la plupart du temps – ou par des qualifications survenues dans les shows de la NJPW. Tous les catcheurs possèdent une gimmick, c'est-à-dire qu'ils incarnent un personnage gentil (Face) ou méchant (Heel), qui évolue au fil des rencontres. Un événement comme Capital Collision est donc un événement tournant pour les différentes storylines en cours.

## Tableau des matchs
| Ordre par numéros | Résultat | Stipulation(s) | Temps |
| --- | --- | --- | ----- |
| 1P | Matt Vandagriff bat Allan Breeze | Strong Survivor match | 6:22  |
| 2P | Empress Nexus Venus (Hanako et Mina Shirakawa) bat Trish Adora et Viva Van par soumission                                                         | Tag Team match | 6:55  |
| 3 | Hiroshi Tanahashi et Tomohiro Ishii battent battent Grizzled Young Veterans (James Drake et Zack Gibson) et TMDK (Bad Dude Tito et Robbie Eagles) | 3-Way Tag Team match L'équipe gagnante deviendra aspirante no 1 aux Strong Openweight Tag Team Championship.                          | 11:25 |
| 4 | Rocky Romero, Yoshi-Hashi et Kevin Knight battent Bullet Club War Dogs (David Finlay, Clark Connors et Drilla Moloney)                            | 6-Man Tag Team match | 11:52 |
| 5 | Dirty Work (Fred Rosser et Tom Lawlor) bat West Coast Wrecking Crew (Jorel Nelson et Royce Isaacs)                                                | No Disqualification Tag Team match | 11:38 |
| 6 | Zack Sabre Jr. bat Titán par soumission | Match simple | 14:53 |
| 7 | Tetsuya Naitō bat TJP | Match simple | 14:59 |
| 8 | TMDK (Mikey Nicholls et Shane Haste) (c) bat Hechicero et Virus                                                                                   | Tag Team match pour les Strong Openweight Tag Team Championship                                                                       | 13:53 |
| 9 | Hiromu Takahashi bat Mustafa Ali | Match simple Si Hiromu Takahashi perd, il devra dire au public que Mustafa Ali est le meilleur catcheur junior poids-lourds au monde. | 17:20 |
| 10 | Gabe Kidd (c) bat Blackheart Lio Rush | Match simple pour le Strong Openweight Championship                                                                                   | 17:55 |
| 11 | Mercedes Moné (c) bat Momo Watanabe par soumission                                                                                                | Match simple pour le Strong Women's Championship                                                                                      | 19:55 |
| La lettre C placée entre parenthèses désigne la personne ou l’équipe championne en titre. P – indique que le match a eu lieu lors du pré-show | | |       |